# Sebaethiella
Sebaethiella is een geslacht van kevers uit de familie bladkevers (Chrysomelidae).
De wetenschappelijke naam van het geslacht werd in 1993 gepubliceerd door Medvedev.

## Soorten
- Sebaethiella luzonica Medvedev, 1993
- Sebaethiella maculata Medvedev, 2004
- Sebaethiella mindanaica Medvedev, 1993